# Pancalia nodosella
Pancalia nodosella — вид лускокрилих комах родини розкішних вузькокрилих молей (Cosmopterigidae).

## Поширення
Вид поширений в Європі, на Кавказі, в Середній Азії на схід до Киргизстану. Присутній у фауні України.

## Опис
Розмах крил 12-16 мм.

## Спосіб життя
Метелики літають у травні. Личинки трапляються з червня по липень. Живляться на Viola curtisii. Спочатку вони мінують листове стебло утворюючи мінливі плями неправильної форми. Особини старшого віку живляться листям зовні.